# Can Turull (Barcelona)
Can Turull és una masia del barri de Vallcarca de Barcelona, catalogada com a bé d'interès local (categoria C) i inclosa a l'Inventari del Patrimoni Arquitectònic de Catalunya.

## Història
Aquesta finca abastava tot el vessant de ponent de la muntanya, i fou adquirida per Pere Turull i la seva esposa Montserrat Ventosa el 1891. Van parcel·lar una bona part de les seves terres (inclosa la part que vengueren a Eusebi Güell per al seu Park Güell, que es troba a la part de llevant) per tal de fer-hi una ciutat-jardí, conservant la casa pairal i el seu entorn immediat com a jardí.
Els germans Turull, cèlebres violinistes, eren familiars dels amos.

## Descripció
Masia construïda amb les típiques crugies, de planta baixa i dos pisos. Ha estat objecte de reformes, amb afegits per a convertir-la en casa senyorial, amb cornisa i frontó que amaga les teulades inclinades i una part posterior típica de masia. En un dels laterals hi ha una galeria porticada, rematada amb una balustrada, i a la part central del conjunt sobresurt una petita torre enlairada, amb terrat i baranes de ferro.